# Джої Діаз
Джої Діаз (англ. Joey Diaz) — кубинсько-американський стендап-комік, актор і ведучий подкастів. 1991 року Діаз повністю присвятив себе стендаперській діяльності у Колорадо та околицях Сіетла. 1995 року Діаз переїхав до Лос-Анджелеса, де почав зніматися у різних фільмах і серіалах, таких як «Мене звати Ерл», «Все або нічого», «Людина-павук 2», «Гранд реванш» та «Багато святих Ньюарка».
2010 року Діаз почав отримувати популярність завдяки своїй появі в подкасті «The Joe Rogan Experience». З 2012 по 2020 рік вів власний подкаст — «The Church of What's Happening Now» — за участю Лі Саятта, а з 2020 веде власний подкаст під назвою «Uncle Joey's Joint».

## Біографія
Хосе Антоніо Діаз народився в Гавані, Куба. Іммігрував до Сполучених Штатів у молодому віці. Своє дитинство провів у Норт-Бергені, штат Нью-Джерсі, у місті, де, як він сам зазначав, на той час почував себе єдиною людиною кубинського походження. Його мати керувала баром і успішно займалася продажем лотерейних квитків. У дитинстві виховувався в католицькій вірі і насолоджувався історіями Франциска Ассізького та св. Михаїла. Діаз навчався в школі Мак-Кінлі, а потім у середній школі Північного Бергена, де здобував нагороди за свої досягнення у театральному мистецтві. Закінчив школу в 1982 році.
Батько Діаза помер, коли йому було три роки. Його мати померла, коли він мав 16 років; Діаз знайшов її мертвою в їхньому будинку. Діаза у підлітковому віці прийняли до себе чотири сім'ї, що жили на околицях Норт-Бергена; комік перелічує близько двадцяти людей, які допомагали йому у цей період його життя. Однак його безвідповідальний характер і схильність до неприємностей означали, що йому доводилося часто переїжджати. У цей час Діаз почав вживати наркотики та скоювати злочини. Діаз стверджує, що почуття гумору його однолітків мало великий вплив на його комедійну кар'єру, так само як комедійні альбоми Річарда Прайора.
1982 року Діаз переїхав в Колорадо, однак все більша туга за домом змусила його повернутися до Нью-Джерсі спочатку просто на свій день народження (1984), що призвело до того, що він залишився там протягом наступних вісімнадцяти місяців. Пізніше він назвав цей час «найгіршими вісімнадцятьма місяцями в моєму житті» і «найбільшою помилкою в моєму житті», оскільки його проблеми з кокаїном лише погіршилися.
У червні 1985 року Діаз залишив Нью-Джерсі та повернувся до Колорадо, щоб вивчати економіку в Університеті Колорадо, Боулдер. Йому там не сподобалось, і він кинув навчання, знайшовши роботу продавця покрівлі, яка приносила йому добрі гроші, але у нього все ще залишалося почуття незадоволення.
1988 року його арештували за викрадення та збройне пограбування. Діаз вирушив до в'язниці, де загалом відбув 16 місяців із чотирьох років ув'язнення. Перебуваючи у в'язниці, Діаз виступав зі своїм стендап-шоу для співв'язнів, коли під час щотижневого перегляду фільму ламався проектор. Діазу знадобилося ще три роки, щоб спробувати свої сили як стендап-виконавець, попри гарні відгуки. Він сам назвав свій прихід у цю професію «останнім шансом», оскільки в минулому уже пробував себе на різних інших роботах.

## Кар'єра

### Стендап
Після перегляду фільму 1988 року «Панчлайн» Діаз відгукнувся на рекламу в денверській газеті, яка рекламувала курс стендап-комедії вартістю 37 доларів і створив комедійне шоу з неприйнятним вмістом. До виступу на сцені він працював вантажником у Вітс-Енді.
Перший виступ Діаза відбувся 18 червня 1991 року у Comedy Works у Денвері на концерті за участю Метта Вудса. У квітні 1992 року, перед виступом на розігріві для Троя Бекслі в Боулдері, штат Колорадо, Діаз перед виходом на сцену прийняв кокаїн, і провів виступ, який згодом назвав «катастрофою». Після цього він припинив вживати будь-які речовини перед виступом. Розробивши власне шоу, Діаз взяв участь у конкурсі «Beck's Amateur Comedy» і переміг. На іншому конкурсі йому не вдалося здобути перемогу, але переможця спіймали на крадіжці жартів, відомих з виступів Джеррі Сайнфельда, тому Діаза таки оголосили переможцем. Діаз стверджував, що менеджерка Comedy Works, Венде Кертіс, пообіцяла йому подорож до Лос-Анджелеса для виступу в The Comedy Store для власника Мітці Шора, але Діаз так і не отримав місця на шоу. Діаз взяв участь у подібному конкурсі в Сіетлі, штат Вашингтон, посівши шосте місце серед 40 учасників. 1994 року Діаз повернувся в «Comedy Works» і дізнався, що Кертіс розпочав програму розвитку комедійних акторів і приєднався до неї. Процес передбачав спільне написання пісень у будинку Вудса, а потім виконання їх у клубі ввечері. У якийсь момент Кертіс заборонила Діазу виступати на Comedy Works, але заборону зняли через декілька років, коли вони знову зустрілися.
1995 року Діаз залишив Колорадо та переїхав до Лос-Анджелеса, штат Каліфорнія, щоб спробувати свої сили як стендап-комік. У цей час Діаз розлучився з першою дружиною та втратратив контакт з їхньою дочкою, тому використовував це як мотивацію до дії, «щоб могти повернутися і змусити її пишатися ним».
4 листопада 2007 року Діаз з'явився в Північному Бергені, щоб допомогти зібрати гроші на форму баскетбольній команді середньої школи Північного Бергена.
У квітні 2012 року Діаз випусти спеціальний стендап «Це або ти, або священик» на підтримку власного документального фільму «Where I Got My Balls From». Стендап посів перше місце в Billboard Comedy Charts у Великій Британії та Канаді та зайняв перше місце на iTunes.
У грудні 2016 року Діаз випустив свою першу спеціальну одногодинну комедію «Соціально неприйнятнаий» за підпискою на замовлення на сервісах Seeso та Comedy Dynamics.

### Кіно і телебачення
1998 року Діаз підписав контракт на головну роль у пілотній серії серіалу Округ Бронкс, де зіграв бармена. Пропозиція стала повною несподіванкою для Діаза, який спочатку не повірив, поки не побачив, що у шукача талантів є квитки на літак до Лос-Анджелеса для початку зйомок. Серіал так і не вийшов на екрани, але ця можливість відкрила для Діаза більше можливостей для роботи, зокрема пропозицію знятися в його першому повнометражному фільмі «BASEketball» (1998), де він зіграв роль спортивного судді, а також роль у телесеріалі «Поліція Нью-Йорка». 2000 року Діаз знялася у фільмі Ти нічого не маєш (2003). Деякі зі сцен у фільмі «Аналізуючи те» (2002), в якому Діаз виконав головну роль, знято в окрузі Гудзон, штат Нью-Джерсі. За його словами: «Для мене було важливо повернутися додому, щоб зніматися там».
Список робіт Діаза зріс завдяки ролям у серіалі «Закон і порядок» і його першим великим повнометражним фільмам — «Людина-павук 2» (2004) і «Таксі» (2004). Невдовзі Діаз знявся в ролі організатора нелегальної праці в «Все або нічого» (2005). Діаз отримав роль після того, як дізнався, що рімейк оригіналу вже у процесі створення. Під час обіду з Крісом Роком і Адамом Сендлером, Рок запросив Діаза на прослуховування. Діаз зняв прослуховування на відео: "Я пішов і купив на два розміри меншу джерсі, на два розміри менші штани, щоб зад аж стирчав. Одягнув дитячі футбольні накладки на плечі і бігав по полю з сигарою в роті. « Через три дні після того, як, Діаз надіслав запис, він отримав роль; продюсерам сподобалося ім'я Великий Тоні Тедеско, який Діаз навмисно придумав для запису і додали його в сценарій. Спочатку роль складалася лише з трьох рядків, але завдяки запису Діаза його роль розширили.
2005 року Діаз висловив бажання надалі виконувати роль характерного актора, сказавши: „Це як мрія, яка здійснилася… Мені дали свій шанс, і я повинен ним скористатися“. У цей час Діаз випустив сольник під назвою „Крадіжка та сміх“, у якій він розповідав історії зі свого дитинства в Північному Бергені.
2007 року Діаз з'явився в чотирьох епізодах телесеріалу „Мене звуть Ерл“ у ролі Джоуї, злодія цукерок. Продюсери серіалу хотіли, щоб актори зіграли в'язнів, і зв'язалися з ним, побачивши його гру у стрічці „Все або нічого“. Того ж року створив ряд жартівливих реклам для Ultimate Fighting Championship, втілившись у роль Джоуї Карате, який дає інструкції з карате та робить смішні прогнози на майбутні бої. Діаз годиться своєю роллю у фільмі „Собака, яка врятувала Різдво“, оскільки діти з Північного Бергена могли побачити його в дії. На момент зйомок Діаз важив 390 фунтів (приблизно 176 кг). Наприкінці 2009 року йому вдалося схуднути до 295 фунтів (близько 134 кг).
2011 року Діаз знявся в епізоді „Червоні стрічки“ серіалу „Менталіст“ і у фільмі „Бакі Ларсон: Народжений стати зіркою“.
2011 року Діаз зібрав 1400 доларів серед своїх шанувальників у Twitter і Facebook, щоб профінансувати документальний фільм про його дитинство в Північному Бергені. Фільм розповідав про його життя та вплив різних людей, які піклувалися про нього після смерті батьків. Діаз вклав 2600 доларів на завершення проекту, і в середині 2012 року випустив фільм під назвою „Звідки я взяв свої яйця“. Режисером став його співведучий подкасту, Лі Сятт, який відзняв загалом шість годин відео. Діаз зняв цей фільм щоб віддати пошану тим, хто йому допомагав.
2013 року Діаз з'явився в епізоді „Sal's Pizza“ комедійного серіалу „Бруклін 9-9“. Того ж року він зіграв тренера Роберта Де Ніро в повнометражному фільмі „Грудж Матч“, прем'єра якого відбулася 25 грудня. На прем'єру Діаз взяв свою вчительку, яка навчала його у п'ятому класу. 2014 року з'явився в епізоді „Біла вантажівка“, дванадцятому епізоді другого сезону серіалу „Марон“.
2017 року Діаз почав працювати над презентацією одного зі своїх котів для Animal Planet.

### Подкасти
2009 року Діаза познайомили з коміком Феліцією Майклз, яка переконала його стати співведучим нового комедійного подкасту. Beauty and Da Beast вийшов у серпні 2010 року. В одному з перших епізодів Діаз згадав як у молодості підпалив перуку повії. У вихідні після виходу подкасту в ефір, відвідуваність його стендап-шоу зросла. Подкаст припинив своє існування в листопаді 2012 року після 113 епізодів.
2 вересня 2012 року Діаз запустив власний подкаст The Church of What's Happening Now, який вів спільно з продюсером і помічником Лі Сяттом. Діаз використав для назви фразу, яку йому сказав його колишній менеджер, коли той працював продавцем автомобілів у Боулдері. Епізоди виходили на різних платформах, не лишеу форматі аудіо-подкастів, а також у версії аудіо+відео на YouTube, де на них підписалося понад півмільйона глядачів.
5 жовтня 2020 року Діаз запустив новий подкаст — „Uncle Joey's Joint“, переїхавши з Каліфорнії до Нью-Джерсі. Колишній продюсер і помічник Діаза — Лі Саятт — став постійним гостем відновленого подкасту, але більше не є продюсером.

## Особисте життя
Діаз одружувався двічі. 1991 року розлучився з першою дружиною та втратив контакт з їх донькою. 25 листопада 2009 року одружився з Террі Кларк. У подружжя є дочка.
2007 року Діаз припинив своє тривале зловживання кокаїном. Пізніше він сказав: Все залежить від вашого внутрішнього спокою. Деяким людям потрібно 10 років, іншим — 30».